# Azerbajdzjan i Eurovision Song Contest 2017
Azerbajdzjan deltog i Eurovision Song Contest 2017 i Kiev, Ukraina. Landet representerades av DiHaj med låten "Skeletons" som internt valdes ut av Azerbajdzjans TV-bolag İTV. Artisten presenterades 5 december 2016 och låten 11 mars 2017.. I ESC gick Azerbajdzjan till final och hamnade på 14:e plats i finalen.